# Hedwig von Pfalz-Sulzbach

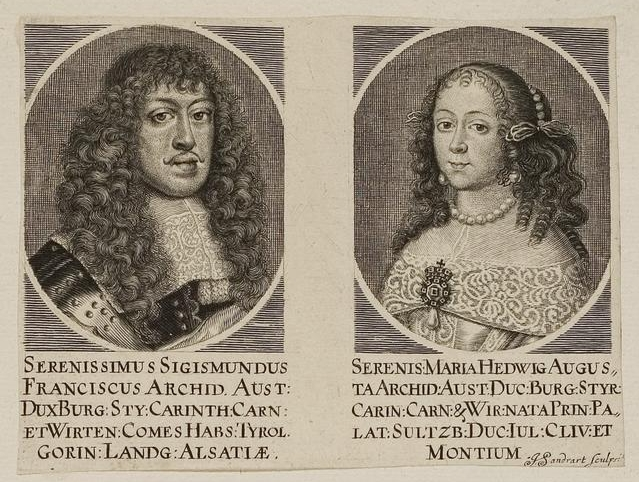
Sigismund Franz von Habsburg und seine Ehefrau Hedwig von Pfalz-Sulzbach

Marie Hedwig Auguste von Pfalz-Sulzbach (* 15. April 1650 in Sulzbach; † 23. November 1681 in Hamburg) war eine Pfalzgräfin von Sulzbach und durch Heirat nacheinander Erzherzogin von Österreich-Tirol und Herzogin von Sachsen-Lauenburg.

## Leben
Hedwig war eine Tochter des Herzogs und Pfalzgrafen Christian August von Sulzbach (1622–1708) aus dessen Ehe mit Amalie (1615–1669), Tochter des Grafen Johann VII. von Nassau-Siegen.
Sie heiratete am 3. Juni 1665 pro cura in der Hofkapelle von Sulzbach Erzherzog Sigismund Franz von Österreich-Tirol (1630–1665), der nach dem Tod seines älteren Bruders Ferdinand Karl auf seine kirchlichen Würden verzichtete, um zu heiraten. Zum eigentlichen Vollzug der Ehe kam es jedoch nicht mehr. Sigismund Franz, der seiner Braut auf dem Weg nach Tirol entgegenreisen wollte, erkrankte in Innsbruck schwer und starb dort zwölf Tage nach der Eheschließung.
Ihr zweiter Ehemann wurde am 9. April 1668 in Sulzbach Herzog Julius Franz von Sachsen-Lauenburg (1641–1689). Da Hedwig aus ihrer ersten Ehe ein Jahrgeld von 20.000 Gulden zugesichert worden war, verglich sich Julius Franz mit dem kaiserlichen Hof, in dessen Folge Hedwig eine einmalige Abfindung erhielt.
Begraben ist Hedwig in Schlackenwerth. Ihr Vater ließ ihr 1668  anlässlich ihrer zweiten Eheschließung in der Sulzbacher Pfarrkirche einen Gedenkstein errichten.

## Nachkommen
Aus ihrer Ehe hatte Hedwig folgende Kinder:
1. Maria Anna Theresia, (1670–1671)
2. Anna Maria Franziska (1672–1741) ⚭ 1. 1690 Pfalzgraf Philipp Wilhelm von Neuburg (1668–1693) und ⚭ 2. 1697 Großherzog Gian Gastone de’ Medici von Toskana (1671–1737)
3. Maria Sybilla Augusta (1675–1733) ⚭ 1690 Markgraf Ludwig Wilhelm von Baden (1655–1707)